# 志田威
志田 威（しだ たけし、1943年6月15日 - ）は、日本の街道研究家。
元東海旅客鉄道株式会社（JR東海）専務取締役・元ジェイアール東海不動産社長。
東海道町民生活歴史館館長、特定非営利活動法人生涯学習・健康福祉推進センター理事長、恵那市観光協会恵那観光大使、朝日大学客員教授を務めながら、正しい街道文化を伝えるとともに観光誘客による地域活性化を促進するため「東海道57次交流会」「街道交流会」「東海道57次講演会」「東海道・街道文化シンポジウム」等の講演会を開催している。

## 人物
1967年に東京大学経済学部を卒業して日本国有鉄道（現JR）に入社。
1973年名古屋鉄道管理局人事課長、1983年大阪鉄道管理局総務部長、1985年国鉄本社経理局調査役。
日本国有鉄道が1987年（昭和62年）に分割民営化されたことにより、1987年4月1日に、日本国有鉄道から、1987年4月1日に発足した東海旅客鉄道株式会社（JR東海）に転籍し、JR東海総合企画本部経営管理室長を務め、1992年取締役総務部長、1996年常務取締役、2000年専務取締役に就任。
2001年からジェイアール東海不動産代表取締役社長を兼任、2002年から社長専任。2010年顧問、2011年に退任。
東海道の蒲原宿にある江戸時代の建築物で、2001年に志田家住宅主屋として有形文化財に登録された志田邸（志田家住宅主屋）の当主。

## 著書
- 『東海道57次』（2015年4月 ウェッジ）ISBN 4863101449
- 『「東海道五十七次」の魅力と見所』（2012年2月 交通新聞社）ISBN 4330266121
- 『歩いて学ぶ東海道57次』（2024年4月 静岡新聞社）ISBN 4783826404